# Drexel-Alvernon
Drexel-Alvernon war ein Census-designated place (CDP) im Pima County im US-Bundesstaat Arizona. Durch den Ort verläuft die Interstate 10.